# WEIN
WEIN（ウェイン）は、日本の投資企業。代表取締役は溝口勇児。本社は東京都港区海岸。日本国内スタートアップ向けにウェルビーイングやオープンイノベーションに特化した投資を手掛けている。同社メインのファンドである「WEIN 挑戦者 FUND」は本田圭佑、溝口、高岡浩三により設立された。